# Resolução 1929 do Conselho de Segurança das Nações Unidas
A Resolução 1929 do Conselho de Segurança das Nações Unidas é uma resolução do Conselho de Segurança das Nações Unidas adotada em 9 de junho de 2010. Sob a justificativa de que o Irã deixou de cooperar com a comunidade internacional ao não esclarecer a natureza de seu programa nuclear, a resolução determinou a aplicação de uma quarta rodada de sanções sobre o país. O Conselho de Segurança aprovou a resolução com 12 votos a favor, uma abstenção (Líbano) e dois votos contra (Brasil e Turquia).
A Resolução 1929 é a quarta resolução do Conselho de Segurança a impor sanções ao Irã. Ela foi a primeira a proibir a venda de certos armamentos ao país, como tanques, helicópteros e sistemas de foguetes. Ela também instituiu restrições à operação, no exterior, de empresas iranianas suspeitas de terem ligação com o programa nuclear do país. Cargas destinadas ao Irã deverão ser inspecionadas pelos Estados-membros da ONU sempre que houver suspeita sobre a possibilidade de que possam contribuir para o fortalecimento do programa nuclear iraniano.
Segundo a representação do Brasil na ONU, as sanções contrariam o esforço diplomático de aproximação com o governo iraniano empreendido por Brasil e Turquia. O presidente do Irã, Mahmoud Ahmadinejad, reagiu dizendo que a resolução "é como um lenço sujo e deve ser jogada na lata de lixo".